# Leonhard Kinman
Leonhard Kinman, född 3 december 1722 i Linköping, Östergötlands län, död 10 oktober 1815 i Röks församling, Östergötlands län, var en svensk präst.

## Biografi
Leonhard Kinman föddes 1722 i Linköping. Han var son till  kopparslagaren Petter Kinman och Ingrid Margareta Wallman. Kinman blev 1743 student vid Uppsala universitet och prästvigdes 8 juli 1753. Han blev 5 augusti 1761 komminister i Heda församling och tillträdde 1762. Kinman blev 1774 kyrkoherde i Röks församling, prost 6 oktober 1784 och var kontraktsprost i Lysings kontrakt den 30 april 1806 till 1811. Han var stiftets senior och avled 1815 i Röks församling.
Kinman gifte sig 9 oktober 1761 med Gertrud Helena Berzelius (1742–1808). Hon var dotter till kyrkoherden Jöns Berzelius och Anna Christina Lithzenius i Röks socken. De fick tillsammans barnen Anna Christina (1763–1763), Johan Gottfrid (1764–1772), Christina Margareta (född 1766), Nathanael Kinmanson (född 1769), Samuel Kinmanson (1771–1830), Gertrud Helena (född 1774), Anna Christina (född 1776), Daniel Leonard Kinmanson (1779–1853), Ingrid Maria (född 1781) och Fredrika Charlotta (född 1784).